# Покровское (Харьковская область)
Покро́вское (укр. Покровське; до 2016 г. Жовтне́вое) — посёлок, Пришибский сельский совет, Балаклейский район, Харьковская область, Украина.
Код КОАТУУ — 6320285202. Население по переписи 2001 г. составляет 843 (440/403 м/ж) человека.

## Географическое положение
В 1.5 км от села Жовтневое находятся села Пришиб и Яворское.
Рядом протекает река Крайняя Балаклейка.

## Предприятия
В селе большая птицеферма. Покровская исправительная колония № 17.